# Fiesta Pagana 2.0
Fiesta Pagana 2.0 es el vigésimo segundo sencillo de la banda Mägo de Oz.
Se confirmó que una de las canciones incluidas en el disco doble Celtic Land será «Fiesta pagana 2.0», una regrabación de «Fiesta pagana», que cuenta con la intervención de artistas como Leo Jiménez, Victor Garcia, Tete Novoa, Alberto Marín, Carlos Escobedo, Toni Menguiano, Jero Ramiro, Rulo y Sergio Martínez.
El 11 de noviembre de 2013 es publicado el videoclip de la canción en YouTube, recibiendo más de 100 000 reproducciones en menos de 24 horas.